# Distretto di Sodingen
Il distretto di Sodingen (in tedesco Stadtbezirk Sodingen) è uno dei distretti in cui è suddivisa la città tedesca di Herne.

## Geografia antropica
Il distretto di Sodingen si divide nei quartieri (Stadtteil) di Sodingen, Horsthausen e Börnig/Holthausen.